# ستاره إسكندري
ستاره إسكندري (بالفارسية: ستاره اسکندری) (15 يونيو 1974 في تربت حيدرية، محافظة خراسان الرضوية)؛ ممثلة سينمائية وتلفزيونية ومسرحية إيرانية. تشتهر ستاره بأدوارها في المسلسلات التلفزيونية منذ عام 1994 وخاصة المسلسل التلفزيوني نرجس. فازت مرتين بجائزة أفضل ممثلة في مهرجان فجر المسرحي الدولي ضمن فئة المسرحيات عن دورها في مسرحيتي المؤسف هشاشة الناس (2000) وطموح (2014).

## السيرة المهنية
كانت ستاره طالبة في الترجمة الإنجليزية، تركت الدراسة لمتابعة مهنتها في التمثيل وانضمت إلى طلاب كلية الفنون الجميلة في عام 1993. ظهرت ستاره في مهرجانات الطلاب لمدة ست سنوات تقريبًا، حيث تم ترشيحها لجائزة في عام 1995 لدورها في مسرحية الأسطورة وبعد ذلك بعامين في مهرجان الفجر السينمائي الدولي ضمن فئة المسرحيات لدورها في مسرحية آخر أبطال الأرض.

### المسرح
أول ظهور لستاره كممثلة مسرحية محترفة كان في مسرحية المسننة بالذهب (1999) من إخراج داود ميرباقري بينما بدأت العمل في المجموعة المسرحية «دي» تحت إدارة علي رفيع.
بعد أن أخرجت مسرحيتين على التلفزيون، كانت ستاره أيضًا منتجةً لعدد من المسرحيات، بما في ذلك بيت برناردا ألبامن إخراج علي رفيع.
فازت بجائزة أفضل ممثلة في مهرجان مسرح الفجر عام 2001 عن مسرحية فرحة التأثير على حياة المؤسف.

### فيلموغرافيا جزئية
- زائر الحقل (2000)
- قصة باريا (2010)
- يوسف (2010)، غير مخطط لها (2013)
- غير المرغوب فيها(2016).[1]
- منافس القلب(1996) عبد الرضا غانجي

## الجوائز
- أفضل ممثلة في مهرجان «فجر» التاسع عشر 2001.
- - أفضل ممثلة في «المجتمع الإيراني لنقاد المسرح» 2001.
- أفضل ممثلة في مهرجان «فجر» الثالث والثلاثين 2015.[2]
- - أفضل ممثلة في «مسرح إيران المسرحى» 2015.
- جائزتان كأفضل ممثلة في التلفزيون 2006 و 2008.

## روابط خارجية
- ستاره إسكندري على موقع IMDb (الإنجليزية)
- ستاره إسكندري على موقع قاعدة بيانات الفيلم (الإنجليزية)